# 泽苦菜
泽苦菜（学名：Ixeris tamagawaensis）为菊科兔仔菜属下的一个种。